# 掌吉
掌吉（蒙古语：J̌anggi），13世纪蒙古帝国的将领，是效力于窝阔台的“那可儿”，官至千户长。汉文史籍如《元朝秘史》被记作掌吉，“掌吉”这个人名，源于蒙古语，意为“结扣、约定、传言”。
余大钧译注的《蒙古秘史》认为他就是蒙古帝国开国功臣第54位苟吉。在拔都西征欧洲期间，贵由与拔都发生矛盾并擅自脱离战线。窝阔台为此震怒时，掌吉与蒙哥、阿勒赤歹、晃豁儿台等人一同进谏劝阻。他们援引成吉思汗的“札撒”（圣旨）中“‘野外的事情只能在野外断处，家里的事情只在家里断处”的原则，主张对贵由的处置应全权交给远征军统帅拔都。窝阔台最终接受了这一建议，称“在我身边的近臣，平息了我的怒气，做了釡中止沸的宽杓”。
《元史》记载，蒙哥即位后，曾支持窝阔台系继承皇位、反对蒙哥即位的也孙帖额、阿勒赤歹及畅吉等人，因拥立失烈门发动政变而被处决。此处的畅吉被认为与《元朝秘史》中的掌吉为同一人。